# 健康街道
健康街道，是中华人民共和国内蒙古自治区呼伦贝尔市海拉尔区下辖的一个乡镇级行政单位。

## 行政区划
健康街道下辖以下地区：
南开社区、方舟社区、福利社区、建新社区和松山社区。